# Marko Dević
Marko Dević (Kirin Serbia: Марко Девић; tiếng Ukraina: Марко Девiч, đã Latinh hoá: Marko Devych; sinh ngày 27 tháng 10 năm 1983) là một cựu cầu thủ bóng đá người Ukraina gốc Serbia.
Sau khi nhập tịch Ukraina từ năm 2008, cầu thủ gốc Serbia Dević có trận ra mắt tuyển quốc gia nuôi của mình vào năm 2008. Anh có 35 lần ra sân và ghi bảy bàn thắng cho đội tuyển Ukraina. Năm 2013, anh trở thành cầu thủ đầu tiên ghi hat-trick cho đội tuyển quốc gia Ukraina ở một trận đấu chính thức.

## Sự nghiệp câu lạc bộ

### Đầu sự nghiệp
Sinh ra ở Belgrade (Serbia, Cộng hòa Nam Tư), Dević bắt đầu sự nghiệp tại câu lạc bộ quê nhà Zvezdara, anh chó 14 lần ra sân và ghi hai bàn thắng ở mùa giải 2001–02, trong thời gian ấy câu lạc bộ bị rớt khỏi hạng đấu cao nhất. Sau đó anh đầu quân cho Železnik, Radnički Beograd và Voždovac, toàn bộ các câu lạc bộ đó đều ở Serbia. Anh chỉ thi đấu một năm cho từng câu lạc bộ. Anh ghi ba bàn sau 20 lần ra sân cho Železnik, gồm một bàn sau 19 trận ở giải quốc gia và hai bàn trong một trận ở cúp quốc gia. Anh ghi một bàn sau 16 trận thi đấu cho Radnički, rồi gia nhập Voždovac và ghi được bốn bàn sau 14 trận ra sân.

### Ukraina

#### Volyn Lutsk
Năm 2005, câu lạc bộ Ukraina Volyn Lutsk mua được Dević. Ở mùa giải Ngoại hạng Ukraina 2004–05, anh có 14 lần ra sân nhưng không ghi được bàn nào, khi Volyn kết thúc ở vị trí thứ tám. Ở mùa bóng kế tiếp, anh kiến tạo hai bàn sau 18 lần ra sân ở giải quốc gia cho Volyn. Ở cuối mùa bóng ấy câu lạc bộ bị rớt hạng.  Dević có 32 trận thi đấu ở giải quốc gia cho Volyn và một trận ở cúp quốc gia, ghi được hai bàn thắng.

#### Metalist Kharkiv

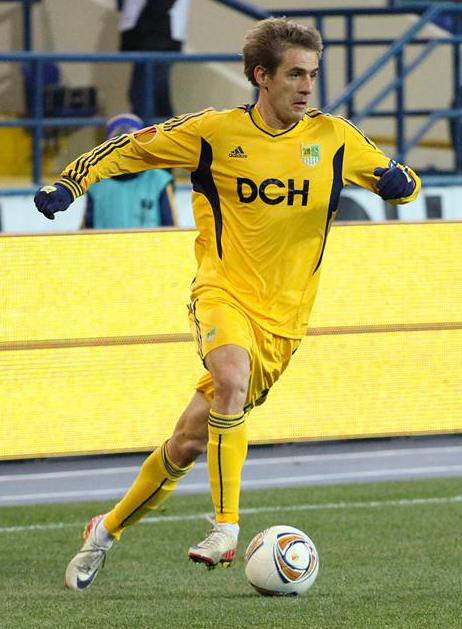
Dević thi đấu chạm trán Malmö FF vào tháng 11 năm 2011

Myron Markevych đưa Dević về câu lạc bộ Metalist Kharkiv ở giải Ngoại hạng Ukraina. Anh ghi bốn bàn sau 27 trận ở giải quốc gia trong mùa bóng đầu tiên khoác áo Metalist, giúp đội cán đích ở vị trí thứ ba. Ở mùa giải 2007–08, anh trở thành vua phá lưới ở giải Ngoại hạng Ukraina với 19 bàn thắng sau 27 trận thi đấu. Những cầu thủ xếp ngay sau anh là Oleksandr Hladky, Oleksandr Kosyrin và Yevhen Seleznyov, mỗi người ghi được 17 bàn thắng. Bất chấp thành tích ghi bàn của Dević, Metalist một lần nữa kết thúc ở vị trí thứ ba. Dević có khởi đầu chậm cháp ở đầu mùa giải 2008–09,.song ở vòng đấu thứ 13, anh ghi cả hai bàn trong trận thắng 2–0 trước Chornomorets Odesa. Anh kết thúc mùa bóng với tám bàn thắng sau 24 trận ở giải quốc gia, và Metalist lại xếp ở vị trí thứ ba. Metalist cũng lọt vào vòng 16 đội ở Cúp UEFA, nhưng để thua một đội Ukraina khác là Dynamo Kyiv do luật bàn thắng sân khách, với tỉ số chung cuộc là 3–3. Ở mùa bóng 2009–10, anh kiến tạo tám bàn sau 20 trận ở giải quốc gia, và Metalist kết thúc ở vị trí thứ ba. Ở mùa bóng 2010–11, Dević đứng đầu bảng chân kiến tạo của mùa với 9 pha kiến tạo. Anh cũng ghi 14 bàn sau 24 ở giải quốc gia để trở thành chân sút ghi được nhiều bàn thứ hai, chỉ sau Yevhen Seleznyov của Dnipro, giúp Metalist cán đích ở vị trí thứ ba. Ở mùa giải 2011–12, Dević ghi 11 bàn sau 26 trận ở giải quốc gia, và Metalist kết thúc mùa ở vị trí thứ ba lần thứ sáu liên tiếp. Metalist cũng tiến vào trận tứ kết của Europa League, song để thua đội bóng Bồ Đào Nha Sporting chung cuộc 3–2. Dević ghi năm bàn và ba kiến tạo sau 484 phút thi đấu, đồng hạng tám trong bảng xếp hạng ghi nhiều bàn nhất.
Anh rời câu lạc bộ vào năm 2012 để gia nhập câu lạc bộ đương kim vô địch Ngoại hạng Ukraina Shakhtar Donetsk. Dević đã ghi được 64 bàn sau 148 trận đá ở giải quốc gia cho Metalist và 75 bàn sau 192 lần ra sân ở mọi giải đấu.

#### Shakhtar Donetsk
Dević gia nhập Shakhtar ở giải Ngoại hạng Ukraina 2012–13 với bản hợp đồng dài bốn năm cùng mức phí 4,4 triệu euro. Tuy khoác áo số 33 tại Metalist, anh lại nhận áo số 18 tại Shakhtar do áo số 33 đã được trao cho Darijo Srna. Anh có trận ra sân cho Shakhtar khi vào sân từ ghế dự bị ở phút thứ 77 thay cho Alex Teixeira ở trận thắng 2–0 trước Metalurh Donetsk tại Siêu cúp Ukraina 2012. Đây là danh hiệu đầu tiên của Dević. Anh có trận ra mắt ở giải quốc gia cho Shakhtar là ở trận thắng đậm 6–0 trước Arsenal Kyiv. Anh vào sân từ ghế dự bị thay Alex Teixeira ở phút thứ 69 và ghi bàn đầu tiên cho Shakhtar - một quả đá phạt đền ở phút thứ 94 của trận đấu. Anh có trận đá chính đầu tiên ở trận thắng đậm 4–0 trước Volyn Lutsk. Anh ghi bàn đầu tiên trong trận và kiến tạo một bàn cho Henrikh Mkhitaryan. Anh ghi một bàn thắng nữa ở trận thắng 4–1 trước Vorskla.

#### Trở lại Metalist
Ngày 28 tháng 2 năm 2013, Dević trở lại Metalist với bản hợp đồng dài bốn năm.

### Nga
Ngày 27 tháng 2 năm 2014, Dević ký thỏa thuận dài bốn năm thi đấu cho Rubin Kazan; anh thi đấu cho đội 14 trận và ghi ba bàn thắng. Tháng 1 năm 2015, anh được đem cho mượn ở câu lạc bộ Al Rayyan của Qatar; ở Qatar, anh chơi 18 trận và ghi 11 bàn thắng. Anh giúp đội bóng giành quyền thăng hạng len giải bóng đá các ngôi sao Qatar.
Ngày 17 tháng 1 năm 2017, Dević ký hợp đồng dài một năm rưỡi với câu lạc bộ FC Rostov ở giải Ngoại hạng Nga. Sau chỉ sáu tháng gắn bó, Dević rời Rostov vào ngày 17 tháng 6 năm 2017.

### Cuối sự nghiệp
Ngày 7 tháng 1 năm 2017, anh đầu quân cho câu lạc bộ FC Vaduz.
Ngày 4 tháng 8 năm 2018, Dević ký hợp đồng hai năm với câu lạc bộ Sabah FC.
Ngày 16 tháng 1 năm 2020, Sabah thông báo Dević đã trở lại đội bóng với bản hợp đồng kéo dài đến hết mùa 2019–20. Dević rời Sabah vào ngày 24 tháng 4 năm 2020.

## Sự nghiệp quốc tế

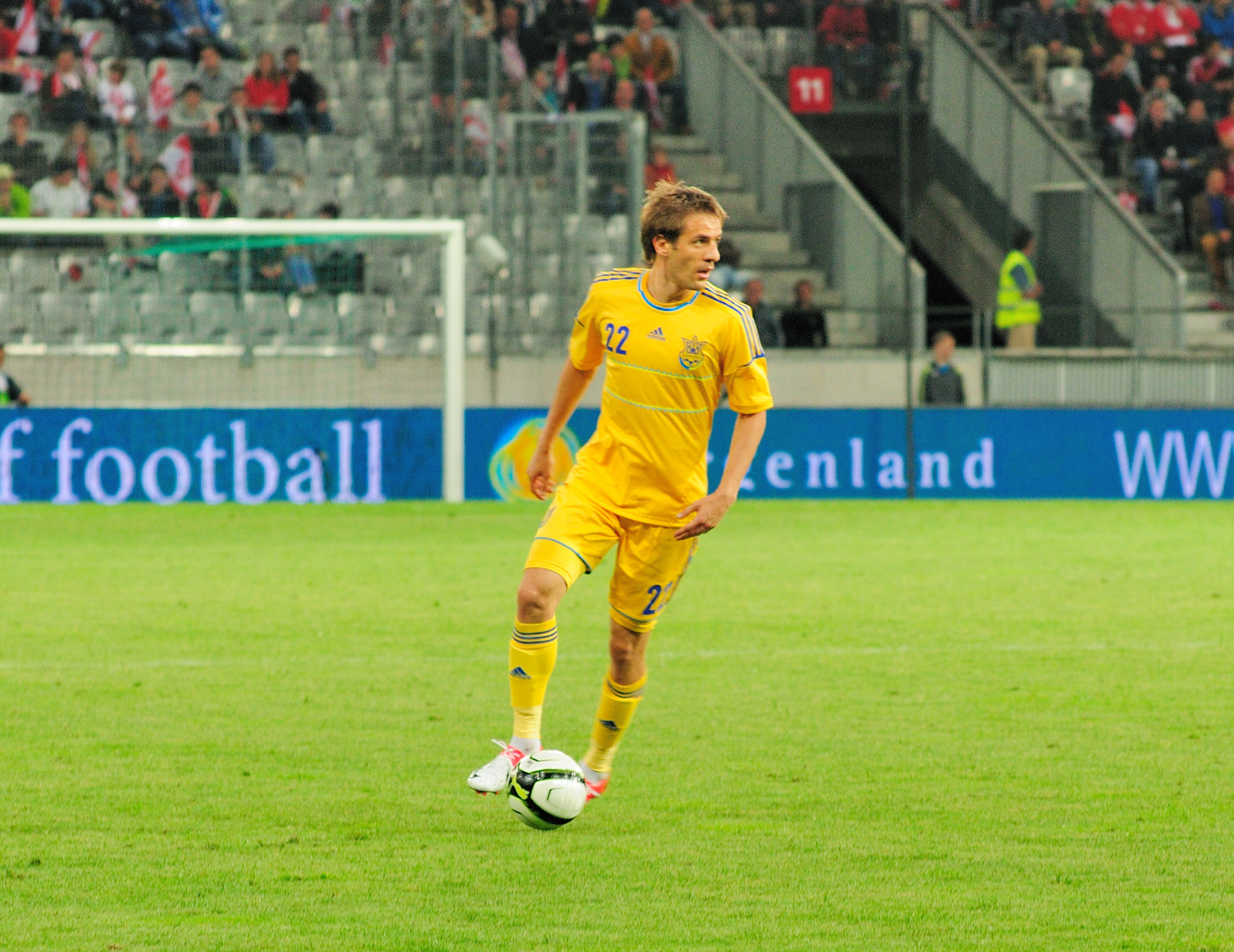
Dević giữ bóng trong trận gặp Áo vào tháng 6 năm 2012

Tháng 6 năm 2008, Dević nhập tịch Ukraina với hy vọng thi đấu cho đội tuyển bóng đá quốc gia Ukraina. Tuy Dević không phải là cầu thủ bóng đá đầu tiên từ ngoài khu vực Liên Xô cũ chấp nhận quốc tịch Ukraina, quyết định nhập tịch của anh lại dấy lên nhiều cuộc bàn tán trên các phương tiện truyền thông về việc tiếp nhận cầu thủ nước ngoài. Cầu thủ quốc tế đầu tiên nhập tịch Ukraina là Mamadi Sangare từ Conakry, Guinea; anh này thi đấu cho FC Desna Chernihiv vào năm 2008 và trước đó là FC CSKA Kyiv.
Dević cũng có một mùa giải rất thành công ở mùa 2007–08: anh ghi 19 bàn và trở thành vua phá lưới, gây áp lực lên huấn luyện viên đội tuyển quốc gia Olexiy Mykhailychenko để ông chọn anh. Song Mykhailychenko lại lưỡng lự, cho rằng một mùa giải tuyệt vời có thể là chưa đủ để Devic có cơ hội được chọn lên tuyển Ukraina. Tuy nhiên, ông đã chọn Dević ra sân trong một trân giao hữu gặp Na Uy vào ngày 19 tháng 11 năm 2008, trở thành người nhập tích thứ ba thi đấu cho đội tuyển bóng đá quốc gia Ukraina được triệu tập ở thời điểm ấy, cùng Oleksandr Aliyev và Artem Milevskyi. Dević thi đấu ở nửa sau trận đấu và khoác áo số 10. Ở những năm tiếp theo, số lần ra sân cho đội tuyển Ukraina của anh giảm đi đáng kể do màn trình diễn kém ở giải Ngoại hạng Ukraina cũng như chưa ghi bàn cho đội tuyển.
Dević là thành viên của đội tuyển Ukraina dự giải vô địch châu Âu 2012. Ngày 19 tháng 6 năm 2012, anh có tên trong đội hình xuất phát ở trận đấu gặp Anh ở vòng đấu cuối của vòng bảng trước trận tứ kết. Ukraina để thua 0–1, khi cú đánh đầu của Wayne Rooney ở hiệp hai giúp Anh vượt qua đội chủ nhà ở Donbass Arena tại Donetsk. Tuy nhiên, Dević bị từ chối một bàn thắng ở hiệp hai khi John Terry phá bóng trước vạch vôi (theo như xác nhận của các video chiếu lại). Chung cuộc Anh đứng đầu Bảng D và đi tiếp cùng tuyển Pháp, còn Ukraina bị loại. "Bàn thắng ma" của Dević đã khơi lại cuộc tranh luận về công nghệ goal-line trong bóng đá. Các đoạn băng phát lại cho thấy đồng đội của Dević là Artem Milevskyi (người chuyền bóng cho Dević) đứng ở vị trí việt vị khi bóng đến chân anh, tuy nhiên pha bóng đó lại không bị các trọng tài phất cờ báo việt vị. Tuy nhiên vào ngày hôm sau, UEFA và trưởng ban trọng tài Pierluigi Collina đã đưa ra phán quyết cuối cùng: các trọng tài đã mắc lỗi khi phủ nhận bàn thắng hợp lệ của Dević và Ukraina.

## Thống kê sự nghiệp

### Câu lạc bộ
Tính đến 28 tháng 4 năm 2020
| Câu lạc bộ           | Mùa giải     | Giải quốc gia                               | Giải quốc gia | Giải quốc gia | Cup     | Cup          | Continental | Continental  | Super Cup | Super Cup    | Total   | Total        |
| Câu lạc bộ           | Mùa giải     | Hạng đấu                                    | Số trận       | Số bàn thắng  | Số trận | Số bàn thắng | Số trận     | Số bàn thắng | Số trận   | Số bàn thắng | Số trận | Số bàn thắng |
| -------------------- | ------------ | ------------------------------------------- | ------------- | ------------- | ------- | ------------ | ----------- | ------------ | --------- | ------------ | ------- | ------------ |
| Zvezdara             | 2001–02      | Giải vô địch quốc gia Serbia và Montenegro  | 14            | 2             | 0       | 0            | —           | —            | —         | —            | 14      | 2            |
| Železnik             | 2002–03      | Giải vô địch quốc gia Serbia và Montenegro  | 19            | 1             | 1       | 2            | —           | —            | —         | —            | 20      | 3            |
| Radnički Beograd     | 2003–04      | Giải Hạng Hai quốc gia Serbia và Montenegro | 16            | 1             | 0       | 0            | —           | —            | —         | —            | 16      | 1            |
| Voždovac             | 2004–05      | Giải Hạng Hai quốc gia Serbia và Montenegro | 14            | 4             | 0       | 0            | —           | —            | —         | —            | 14      | 4            |
| Volyn Lutsk          | 2004–05      | Giải Ngoại hạng Ukraina                     | 14            | 0             | 0       | 0            | —           | —            | —         | —            | 14      | 0            |
| Volyn Lutsk          | 2005–06      | Giải Ngoại hạng Ukraina                     | 18            | 2             | 1       | 0            | —           | —            | —         | —            | 19      | 2            |
| Volyn Lutsk          | Total        | Total                                       | 32            | 2             | 1       | 0            | —           | —            | —         | —            | 33      | 2            |
| Metalist Kharkiv     | 2006–07      | Giải Ngoại hạng Ukraina                     | 27            | 4             | 5       | 0            | —           | —            | —         | —            | 32      | 4            |
| Metalist Kharkiv     | 2007–08      | Giải Ngoại hạng Ukraina                     | 27            | 19            | 1       | 1            | 2           | 0            | —         | —            | 30      | 20           |
| Metalist Kharkiv     | 2008–09      | Giải Ngoại hạng Ukraina                     | 24            | 8             | 3       | 2            | 9           | 1            | —         | —            | 36      | 11           |
| Metalist Kharkiv     | 2009–10      | Giải Ngoại hạng Ukraina                     | 20            | 8             | 1       | 0            | 4           | 0            | —         | —            | 25      | 8            |
| Metalist Kharkiv     | 2010–11      | Giải Ngoại hạng Ukraina                     | 24            | 14            | 0       | 0            | 6           | 2            | —         | —            | 30      | 16           |
| Metalist Kharkiv     | 2011–12      | Giải Ngoại hạng Ukraina                     | 26            | 11            | 0       | 0            | 13          | 5            | —         | —            | 39      | 16           |
| Metalist Kharkiv     | Total        | Total                                       | 148           | 64            | 10      | 3            | 34          | 8            | —         | —            | 192     | 75           |
| Shakhtar Donetsk     | 2012–13      | Giải Ngoại hạng Ukraina                     | 12            | 4             | 1       | 0            | 2           | 0            | 1         | 0            | 16      | 4            |
| Metalist Kharkiv     | 2012–13      | Giải Ngoại hạng Ukraina                     | 10            | 5             | 0       | 0            | 0           | 0            | —         | —            | 10      | 5            |
| Metalist Kharkiv     | 2013–14      | Giải Ngoại hạng Ukraina                     | 17            | 15            | 2       | 1            | 2           | 2            | —         | —            | 21      | 18           |
| Metalist Kharkiv     | Total        | Total                                       | 27            | 20            | 2       | 1            | 2           | 2            | —         | —            | 31      | 23           |
| Rubin Kazan          | 2013–14      | Giải Ngoại hạng Nga                         | 11            | 3             | 0       | 0            | 0           | 0            | —         | —            | 11      | 3            |
| Rubin Kazan          | 2014–15      | Giải Ngoại hạng Nga                         | 3             | 0             | 0       | 0            | —           | —            | —         | —            | 3       | 0            |
| Rubin Kazan          | 2015–16      | Giải Ngoại hạng Nga                         | 19            | 7             | 0       | 0            | 6           | 2            | —         | —            | 25      | 9            |
| Rubin Kazan          | 2016–17      | Giải Ngoại hạng Nga                         | 8             | 1             | 2       | 1            | —           | —            | —         | —            | 10      | 2            |
| Rubin Kazan          | Total        | Total                                       | 41            | 11            | 2       | 1            | 6           | 2            | —         | —            | 49      | 14           |
| Al-Rayyan (cho mượn) | 2014–15      | Giải Hạng Hai Qatar                         | 7             | 6             | 4       | 1            | 7           | 4            | —         | —            | 18      | 11           |
| Rostov               | 2016–17      | Giải Ngoại hạng Nga                         | 6             | 1             | 0       | 0            | 2           | 0            | —         | —            | 8       | 1            |
| Vaduz                | 2017–18      | Giải vô địch quốc gia Thụy Sĩ               | 30            | 13            | 3       | 3            | 0           | 0            | —         | —            | 33      | 16           |
| Sabah                | 2018–19      | Giải Ngoại hạng Azerbaijan                  | 21            | 8             | 0       | 0            | —           | —            | —         | —            | 21      | 8            |
| Voždovac             | 2019–20      | Serbian SuperLiga                           | 12            | 4             | 1       | 0            | —           | —            | —         | —            | 13      | 4            |
| Sabah                | 2019–20      | Giải Ngoại hạng Azerbaijan                  | 3             | 1             | 0       | 0            | —           | —            | —         | —            | 3       | 1            |
| Career total         | Career total | Career total                                | 402           | 142           | 25      | 11           | 53          | 16           | 1         | 0            | 481     | 169          |

### Quốc tế
Tính đến 28 tháng 11 năm 2018
| Đội tuyển quốc gia Ukraina | Đội tuyển quốc gia Ukraina | Đội tuyển quốc gia Ukraina | Đội tuyển quốc gia Ukraina |
| Năm                        | Số trận                    | Số bàn thắng               |                            |
| -------------------------- | -------------------------- | -------------------------- | -------------------------- |
| 2008                       | 1                          | 0                          |                            |
| 2009                       | 1                          | 0                          |                            |
| 2010                       | 5                          | 0                          |                            |
| 2011                       | 10                         | 2                          |                            |
| 2012                       | 11                         | 0                          |                            |
| 2013                       | 5                          | 4                          |                            |
| 2014                       | 2                          | 1                          |                            |
| Total                      | 35                         | 7                          |                            |

#### Bàn thắng quốc tế
Tỉ số và kết quả liệt kê bàn thắng của Ukraina trước.
| # | Ngày                 | Nơi tổ chức                           | Đối thủ    | Tỉ số | Kết quả | Giải đấu                             |
| - | -------------------- | ------------------------------------- | ---------- | ----- | ------- | ------------------------------------ |
| 1 | 9 tháng 2 năm 2011   | GSP Stadium, Nicosia                  | Thụy Điển  | 1–1   | 1–1     | Giao hữu                             |
| 2 | 15 tháng 11 năm 2011 | Arena Lviv, Lviv                      | Áo         | 2–1   | 2–1     | Giao hữu                             |
| 3 | 6 tháng 9 năm 2013   | Arena Lviv, Lviv                      | San Marino | 1–0   | 9–0     | Vòng loại giải vô địch thế giới 2014 |
| 4 | 15 tháng 10 năm 2013 | Stadio Olimpico, Serravalle           | San Marino | 0–2   | 0–8     | Vòng loại giải vô địch thế giới 2014 |
| 5 | 15 tháng 10 năm 2013 | Stadio Olimpico, Serravalle           | San Marino | 0–4   | 0–8     | Vòng loại giải vô địch thế giới 2014 |
| 6 | 15 tháng 10 năm 2013 | Stadio Olimpico, Serravalle           | San Marino | 0–6   | 0–8     | Vòng loại giải vô địch thế giới 2014 |
| 7 | 5 tháng 3 năm 2014   | Antonis Papadopoulos Stadium, Larnaca | Hoa Kỳ     | 0–2   | 0–2     | Giao hữu                             |

## Danh hiệu
Radnički Beograd
- Giải Hạng hai Serbia và Montenegro (1): 2003–04

Shakhtar Donetsk
- Giải bóng đá Ngoại hạng Ukraina (1): 2012–13
- Cúp quốc gia Ukraina (1): 2012–13
- Siêu cúp bóng đá Ukraina (1): 2012

Al-Rayyan
- Giải Hạng Hai Qatar (1): 2014–15

Vaduz
- Cúp quốc gia Liechtenstein (1): 2017–18

Cá nhân
- Vua phá lưới giải Ngoại hạng Ukraina: 2007–08